# Савченко-Нейланд, Лариса Ивановна
Лари́са Ива́новна Са́вченко-Не́йланд (в девичестве — Савченко, латыш. Larisa Neilande; родилась 21 июля 1966 года во Львове, СССР) — советская и латвийская теннисистка и тренер. Заслуженный мастер спорта СССР (1991); член Зала российской теннисной славы (2006), кавалер ордена Дружбы (2009).

## Биография
Первые годы
Лариса Савченко выросла во Львове в семье военнослужащего и санитарки. Училась во львовской СШ № 45. С детства увлекалась спортом, играла с мальчишками в футбол. Семья была небогатой, из-за чего Лариса, начав играть в теннис, едва не бросила его, перейдя в школьный хор. Только личное обращение тренера к родителям вернуло девочку в секцию.
В 1989 году Лариса вышла замуж за латвийского теннисного тренера Александра (Алека) Нейланда, переехала к мужу в Юрмалу и в дальнейшем выступала под двойной фамилией Савченко-Нейланд. Позже она развелась и вышла замуж вторично — за рижского бизнесмена Олега Сибрика. От второго мужа у Ларисы двое детей — дочь Анастасия и сын Владимир, родившийся через несколько дней после того, как имя его матери было включено в списки Зала российской теннисной славы. Крестной матерью обоих детей выступила российская теннисистка Анастасия Мыскина.
Начало карьеры
Со второго класса Лариса посещала теннисную секцию при львовском спортивном обществе «Динамо». Её первым тренером была Галина Васильевна Ляскало, уже воспитавшая в Ялте Елену Елисеенко. Девочка тренировалась по два раза в день, к десяти годам уже приняв участие в чемпионате города. В 14 лет Лариса начала тренироваться у Ольги Морозовой, примерно тогда же на неё впервые обратил внимание тренер Шамиль Тарпищев.
Уже в 16 лет Савченко дебютировала в турнирах тура Virginia Slims под эгидой WTA и тогда же впервые выступила в составе сборной СССР в Кубке Федерации. Ларисе ещё не исполнилось 17 лет, когда в паре со Светланой Черневой она дошла в 1983 году до четвертьфинала Уимблдонского турнира, обыграв посеянных вторыми Розалин Фэрбенк и Кэнди Рейнольдс. В этом же году она стала чемпионкой СССР в парном разряде и чемпионкой Европы среди любителей на турнире, проходившем в Юрмале.
Сотрудничество Савченко и Черневой (после замужества выступавшей под фамилией Пархоменко) продолжалось до 1987 года. За это время они выиграли четыре летних и один зимний чемпионат СССР, завоевали семь титулов в турнирах Virginia Slims и дошли до полуфинала на Уимблдоне 1987 года после победы над посеянными под первым номером Мартиной Навратиловой и Пэм Шрайвер.
В паре с Натальей Зверевой
По окончании Уимблдонского турнира 1987 года Лариса сменила партнёршу, сформировав пару с 16-летней Натальей Зверевой. Свой первый совместный титул они завоевали в середине 1988 года, обыграв в финале турнира в Бирмингеме советскую пару Пархоменко и Лейлу Месхи, а вскоре после этого на Уимблдоне вышли в финал, победив Навратилову и Шрайвер уже в третьем круге. К концу года они вдвоём вывели сборную СССР в финал Кубка Федерации и дошли до финала в чемпионате Virginia Slims — итоговом турнире сезона WTA-тура среди сильнейших теннисисток мира в одиночном и парном разрядах. Удачно сложился для Ларисы 1988 год и в одиночном разряде: уже в начале сезона, по пути в финал турнира в калифорнийском Окленде она обыграла последовательно шестую ракетку мира Гану Мандликову и пятую — Габриэлу Сабатини, уступив лишь занимавшей вторую строчку в рейтинге Навратиловой. После победы над Зверевой в турнире в Токио Лариса поднялась в мае до высшей в своей одиночной карьере 13-й строчки в рейтинге, а на Открытом чемпионате США и Олимпийских играх в Сеуле вошла в восьмёрку сильнейших, проиграв соответственно Сабатини и Штеффи Граф.
В следующие три года Савченко, тренировавшаяся в эти годы у А. С. Богомолова, выиграла в паре со Зверевой 16 турниров, включая два турнира Большого шлема — Открытый чемпионат Франции в 1989 году и Уимблдонский турнир в 1991 году. Ещё четыре раза они играли в финалах турниров Большого шлема и по разу в финалах итогового турнира WTA-тура и Кубка Федерации. Выиграв за 1991 год десять турниров и приняв участие в трёх из четырёх турниров Большого шлема, Лариса поднялась в начале 1992 года на первую строчку в рейтинге WTA, на которой провела в общей сложности четыре недели с января по апрель. На 1991 год пришлась и её первая победа в турнире WTA в одиночном разряде — это произошло в Санкт-Петербурге, куда в тот год был перенесён московский женский турнир. Посеянная пятой Лариса победила по ходу турнира двух соперниц более высокого ранга, в том числе первую ракетку турнира Елену Брюховец.
Дальнейшие успехи
Незадолго до распада СССР Лариса Савченко получила звание заслуженного мастера спорта СССР. Однако перекройка государственных границ положила конец её сотрудничеству с Натальей Зверевой. Свою последнюю совместную победу они одержали весной 1992 года в Бока-Ратоне (Флорида), а в дальнейшем Зверева, образовавшая с американкой Джиджи Фернандес одну из сильнейших пар в истории женского тенниса, неоднократно становилась на пути Савченко-Нейланд к титулам. На протяжении 1992 и 1993 годов Лариса со своей новой постоянной партнёршей, чешкой Яной Новотной, пять раз проигрывала Наталье в финалах турниров Большого шлема и ещё раз — в финале чемпионата WTA-тура. Несмотря на постоянные неудачи в турнирах Большого шлема, Нейланд в эти годы оставалась одной из сильнейших теннисисток мира в парном разряде. За 1992 год она выиграла восемь турниров, шесть из них с Новотной, а на следующий год завоевала четыре титула, в том числе два в турнирах высшей категории WTA, и десять раз уступала в финалах, включая два турнира Большого шлема и итоговый чемпионат. В эти же годы начались её успехи в смешанном парном разряде — в 1992 году в паре с чехом Цирилом Суком она победила на Уимблдоне. В 1993 году она завоевала свой второй титул в одиночном разряде.
Главные успехи следующих нескольких лет пришлись для Нейланд на микст. С 1994 по 1997 год она семь раз играла в финалах турниров Большого шлема, добавив к победе, одержанной с Суком, ещё три титула с Андреем Ольховским и Марком Вудфордом. Расставшись с Новотной, она выступала с разными партнёршами, выиграв в том числе восемь турниров с американкой Мередит Макграт и шесть — со знаменитой испанкой Аранчей Санчес Викарио. В одиночном разряде последних значительных успехов она добилась в 1994 году, когда дошла до четвертьфинала на Уимблдоне после победы над шестой и четырнадцатой ракетками мира (соответственно, Кимико Датэ и Аманда Кётцер), затем пробилась в финал в американском Скенектади и, наконец, в английском Брайтоне победила третью ракетку мира Кончиту Мартинес.
С 1992 года Лариса выступала в Кубке Федерации в составе сборной Латвии. На следующий год она сумела вывести команду в Мировую группу Кубка Федерации, а после 1994 года несколько лет помогала удерживать латвийскую сборную «на плаву» в I Европейско-африканской группе. Она также представляла Латвию на Олимпийских играх в Барселоне, но проиграла в первом круге и в одиночном, и в парном разряде. Помимо индивидуальных турниров и игр за сборную Нейланд также выступала в профессиональной лиге World TeamTennis за «Спрингфилд Лейзерс» и «Ньюпорт-Бич Дьюкс», дважды (в 1994 и 1998 годах) признавалась самым ценным игроком регулярного сезона.
Завершение карьеры
Во второй половине 90-х годов у Ларисы начались проблемы со спиной, и в итоге в 1999 году ей пришлось принять решение об окончании карьеры. Свой последний матч в одиночном разряде она провела летом на Уимблдоне, но в парах доиграла до конца сезона, пробившись в полуфинал Открытого чемпионата США, выиграв осенью турнир в Лейпциге и добравшись с Аранчей Санчес Викарио до пятого за карьеру финала чемпионата WTA-тура, который она, однако, проиграла, как и все предыдущие. В 2000 году Нейланд провела лишь несколько матчей, но уже не тренировалась и хороших результатов показать не смогла. Одна из её последних партнёрш, россиянка Лина Красноруцкая, затем стала одной из её первых подопечных в качестве тренера.
Лариса Нейланд вернулась на корт в 2003 году по просьбе тренера латвийской сборной Андриса Филимонова и сыграла за неё две своих последних парных встречи, в обеих добившись побед над соперницами из Греции и Алжира. В общей сложности она провела 57 матчей в Кубке Федерации в составе сборных СССР и Латвии. Это второй показатель в истории турнира, который она делит с британкой Вирджинией Уэйд. Она вошла в историю как рекордсменка советской сборной по всем показателям — числу проведенных сезонов, матчей, игр, побед в общей сложности, в одиночном и парном разрядах, а также в составе одной пары (со Зверевой).

## Выступления на турнирах
- Бывшая первая ракетка мира в парном разряде (включая лидерство в итоговой чемпионской гонке-1992).
- Победительница двух турниров Большого шлема в женском и четырёх в смешанном парном разряде.
- Победительница 67 турниров WTA (два — в одиночном разряде).
- Шестикратная победительница летних и трёхкратная победительница зимних чемпионатов СССР в женском парном разряде, чемпионка СССР 1986 года в смешанном парном разряде[7][8]; обладательница Кубка СССР в составе команды Украины (1984); абсолютная чемпионка IX Спартакиады народов СССР (1986)[13]; дважды (1985, 1986) возглавляла ежегодную десятку сильнейших теннисисток СССР[14].

## Тренерская карьера
Лариса Савченко-Нейланд за время своей тренерской карьеры работала с рядом ведущих российских теннисисток — таких, как Лина Красноруцкая, Елена Бовина, Татьяна Панова и Анастасия Мыскина. С весны 2009 года Лариса работала с российской теннисисткой Светланой Кузнецовой, выигравшей под её руководством Открытый чемпионат Франции в том же году. Вместе со своей бывшей подопечной Мыскиной Лариса Нейланд входит в тренерскую бригаду сборной России в Кубке Федерации, с которой работает с 2000 года.
В 2006 году Лариса Савченко-Нейланд стала членом Зала российской теннисной славы.

## Достижения
- Орден Дружбы (13 ноября 2009 года, Россия) — за большой вклад в развитие российского спорта[19][20].
- Заслуженный мастер спорта СССР (1991)